# Magnus Påhlsson

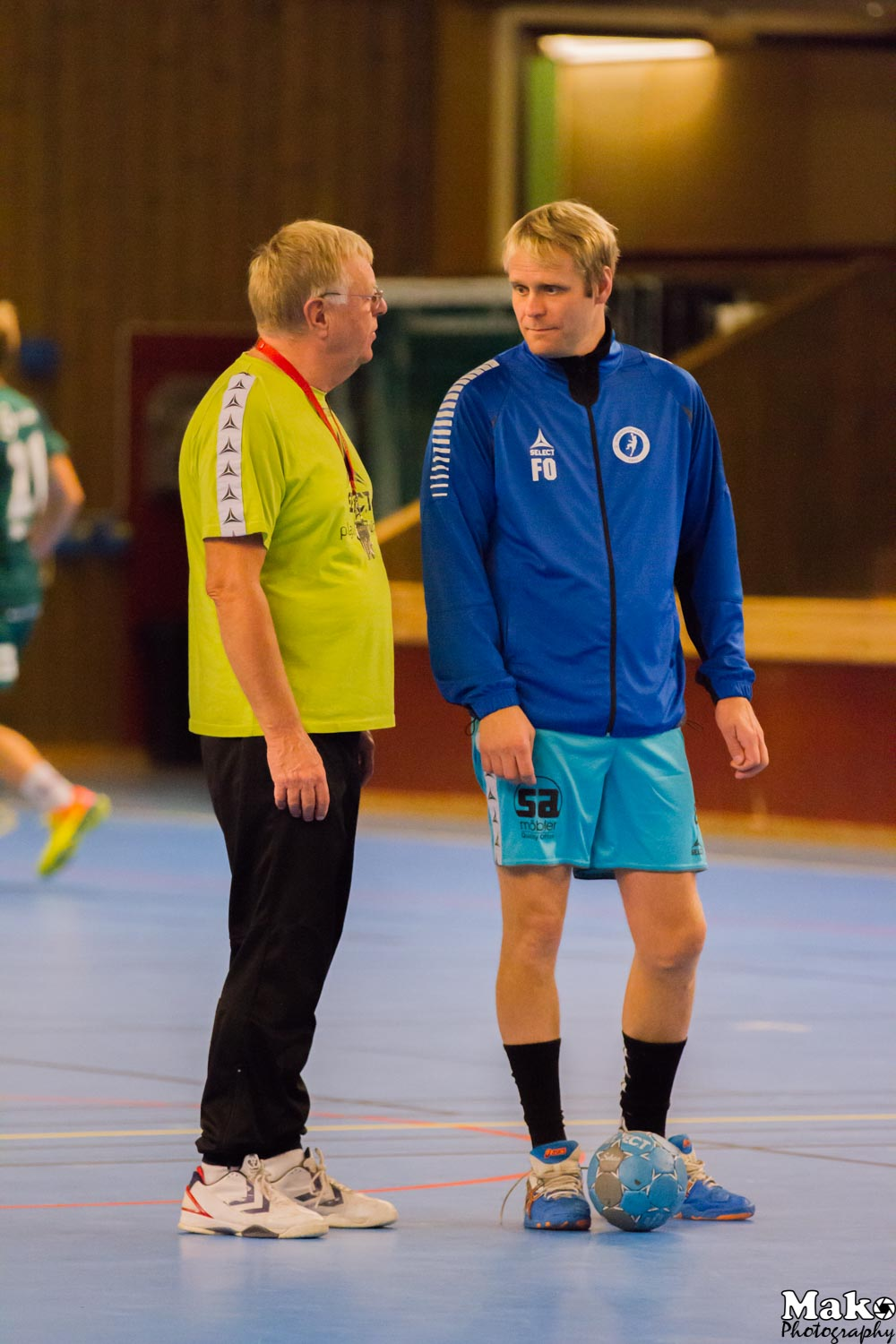
Magnus Påhlsson (till höger) i HP Tibro, 2014.

Magnus Påhlsson, född 5 maj 1976 i Tibro, är en svensk tidigare handbollsspelare (vänstersexa).
Påhlsson fostrades i HP Tibro och gick 2000 till Elitserielaget HK Drott, med vilka han tog SM-guld 2002. Sina sista tre säsonger i klubben var han lagkapten, innan han 2006 gick till OV Helsingborg i Allsvenskan. Han avslutade elitkarriären 2008 för att trappa ner i HP Tibro.
Påhlsson spelade under sin karriär även fem A-landskamper för Sveriges landslag.

## Klubbar
- HP Tibro (–2000)
- HK Drott (2000–2006)
- OV Helsingborg (2006–2008)
- HP Tibro (2008–2016)